# Why Don't We Do It in the Road?
"Why Don't We Do It in the Road?" ("Por que não fazemos aquilo na rua?", em inglês) é uma canção dos Beatles, lançada no seu álbum The Beatles, comumente conhecido como Álbum Branco (The White Album), de 1968. Foi composta e cantada por Paul McCartney, porém nos créditos aparece, como de costume, atribuída a Lennon/McCartney.
A canção é simples e curta; 1 minuto e 42 segundos de blues em doze compassos, que se inicia com três diferentes elementos de percussão (uma mão batendo atrás de um violão, palmas e bateria) e contém os vocais, então cada vez mais roucos, de McCartney, que repetem a letra simples, com apenas dois versos. Ringo Starr toca bateria e palmas. A canção não contou com a participação de John Lennon e George Harrison.